# Burdż Hammud
Burdż Hammud (arab. برج حموﺪ) – miasto w Libanie, w dystrykcie Al-Matin, w praktyce stanowiące część Bejrutu. Zamieszkiwane jest głównie przez Ormian, którzy osiedli w Libanie po ucieczce przed ludobójstwem w Turcji. Istnieje też spora społeczność szyicka. W 1951 roku Burdż Hammud zostało odrębną jednostka administracyjną. W okresie libańskiej wojny domowej toczyły się ciężkie walki w szyickiej dzielnicy Nabaa między muzułmanami a chrześcijańskimi milicjami Kataeb i Dasznakcutiun.
Dzielnice: Dora, Sader, River Beirut, Anbari (Shell), Mar Doumet, Nabaa, Gheilan.

## Dzielnice
Burdż Hammud podzielony jest na siedem dzielnic:
- Dora (الدورة)
- Naba'a (النبعة)
- Nahr (River) (النهر)
- Sader (صادر)
- Anbari (أنباري)
- Mar Doumet (مار ضومط)
- Ghilan (غيلان)

## Ludzie związani z Burdż Hammud
- Hassan Nasr Allah – lider Hezbollah